# Inline-Speedskating-Europameisterschaften 2001
Die Europameisterschaften wurden im portugiesischen Paços de Ferreira ausgetragen. Die Wettkämpfe fanden vom 27. Juli bis 4. August 2001 statt.

## Frauen
| Distanz                | Gold                                                             | Silber                                                     | Bronze                                                     |
| Bahn                   | Bahn                                                             | Bahn                                                       | Bahn                                                       |
| ---------------------- | ---------------------------------------------------------------- | ---------------------------------------------------------- | ---------------------------------------------------------- |
| 300 m Einzelsprint     | Valentina Belloni                                                | Estelle Flourens                                           | Eva Lizarraga                                              |
| 500 m Sprint           | Estelle Flourens                                                 | Valentina Belloni                                          | Giovanna Turchiarelli                                      |
| 1500 m Sprint          | Sheila Herrero                                                   | Laura Lardani                                              | Anne-Gaelle Cherdel                                        |
| 3000 m Massenstart     | Alessandra Susmeli                                               | Sheila Herrero                                             | Laura Lombardo                                             |
| 5000 m Punkte          | Sheila Herrero                                                   | Caroline Lagrée                                            | Celia Goncalves                                            |
| 10000 m Ausscheidung   | Sheila Herrero                                                   | Alessandra Susmeli                                         | Elena Ciavattini                                           |
| 1400 m Teamverfolgung  | Frankreich Anne-Gaelle Cherdel Nathalie Barbotin Caroline Lagrée | Italien Alessandra Susmeli Laura Lombardo Elena Ciavattini | Spanien Sheila Herrero Saray Malon Ana Campo               |
| 5000 m Staffel         | Deutschland Oona Diezel Melanie Knopf Melanie Bayrhof            | Belgien Vanessa Derous Sofie Eyckerman Britta Vantournhout | Frankreich Angèle Vaudan Caroline Lagrée Estelle Flourens  |
| Straße                 |                                                                  |                                                            |                                                            |
| 300 m Einzelsprint     | Valentina Belloni                                                | Estelle Flourens                                           | Britta Vantournhout                                        |
| 500 m Sprint           | Valentina Belloni                                                | Eva Lizarraga                                              | Araceli Larrea                                             |
| 1500 m Sprint          | Sheila Herrero                                                   | Angèle Vaudan                                              | Alessandra Susmeli                                         |
| 3000 m Massenstart     | Alessandra Susmeli                                               | Laura Lardani                                              | Sheila Herrero                                             |
| 5000 m Punkte          | Sheila Herrero                                                   | Elena Ciavattini                                           | Alessandra Susmeli                                         |
| 10000 m Ausscheidung   | Sheila Herrero                                                   | Alessandra Susmeli                                         | Laura Lombardo                                             |
| 5000 m Staffel         | Frankreich Marion Grotto Nathalie Barbotin Angèle Vaudan         | Belgien Britta Vantournhout Sofie Eyckerman Vanessa Derous | Italien Alessandra Susmeli Elena Ciavattini Laura Lombardo |
| Langstrecke            |                                                                  |                                                            |                                                            |
| 21097,5 m Halbmarathon | Angèle Vaudan                                                    | Sheila Herrero                                             | Alessandra Susmeli                                         |

## Männer
| Distanz               | Gold                                                        | Silber                                                                 | Bronze                                                       |
| Bahn                  | Bahn                                                        | Bahn                                                                   | Bahn                                                         |
| --------------------- | ----------------------------------------------------------- | ---------------------------------------------------------------------- | ------------------------------------------------------------ |
| 300 m Einzelsprint    | Gregorio Duggento                                           | Luca Saggiorato                                                        | Baptiste Grandgirard                                         |
| 500 m Sprint          | Luca Saggiorato                                             | Benjamin Loisel                                                        | Gregorio Duggento                                            |
| 1500 m Sprint         | Francesco Zangarini                                         | Guido Cicconi                                                          | Pascal Briand                                                |
| 5000 m Massenstart    | Francesco Zangarini                                         | Guido Cicconi                                                          | Franck Cardin                                                |
| 10000 m Punkte        | Arnaud Gicquel                                              | Matteo Amabili                                                         | Benjamin Zschätzsch                                          |
| 20000 m Ausscheidung  | Pierdavide Romani                                           | Christoph Zschätzsch                                                   | Benjamin Zschätzsch                                          |
| 1400 m Teamverfolgung | Italien Pierdavide Romani Matteo Amabili Guido Cicconi      | Spanien Eugenio Landete Garikoitz Lerga Kepa Caballero                 | Frankreich Baptiste Grandgirard Arnaud Gicquel Fabien Rabeau |
| 10000 m Staffel       | Frankreich Arnaud Gicquel Franck Cardin Fabien Rabeau       | Deutschland Christoph Zschätzsch Benjamin Zschätzsch Daniel Zschätzsch | Belgien Wouter Hebbrecht Ferre Spruyt Stijn Van Hove         |
| Straße                |                                                             |                                                                        |                                                              |
| 300 m Einzelsprint    | Gregorio Duggento                                           | Luca Saggiorato                                                        | Benjamin Loisel                                              |
| 500 m Sprint          | Gregorio Duggento                                           | Luca Saggiorato                                                        | Benjamin Loisel                                              |
| 1500 m Sprint         | Guido Cicconi                                               | Francesco Zangarini                                                    | Pierdavide Romani                                            |
| 5000 m Massenstart    | Luca Saggiorato                                             | Baptiste Grandgirard                                                   | Benjamin Zschätzsch                                          |
| 10000 m Punkte        | Arnaud Gicquel                                              | Garikoitz Lerga                                                        | Ferre Spruyt                                                 |
| 20000 m Ausscheidung  | Baptiste Grandgirard                                        | Christoph Zschätzsch                                                   | Arnaud Gicquel                                               |
| 10000 m Staffel       | Italien Guido Cicconi Francesco Zangarini Pierdavide Romani | Frankreich Arnaud Gicquel Franck Cardin Fabien Rabeau                  | Belgien Wouter Hebbrecht Ferre Spruyt Stijn Van Hove         |
| Langstrecke           |                                                             |                                                                        |                                                              |
| 42195 m Marathon      | Pierdavide Romani                                           | Wouter Hebbrecht                                                       | Arnaud Gicquel                                               |